# Agnieszka Chrzanowska
Agnieszka Chrzanowska (ur. 1968 w Sosnowcu) – polska aktorka, piosenkarka, autorka muzyki i tekstów. Członkini Akademii Fonograficznej ZPAV. Wykonawczyni poezji śpiewanej i piosenki autorskiej.

## Życiorys
Absolwentka Państwowej Wyższej Szkoły Teatralnej im. Ludwika Solskiego w Krakowie, a wcześniej krakowskiej Szkoły Aktorskiej SPOT.
W latach 1996–2003 związana była z Piwnicą pod Baranami, później z klubem „Alchemia” na krakowskim Kazimierzu, a następnie przez dwa lata prowadziła założony wraz z Michałem Zabłockim Teatr Piosenki w Centrum w Krzysztoforach. W latach 2010–2011 prowadziła jako Dyrektor Artystyczna Radiowy Teatr Piosenki w Radiu Kraków. Autorka audycji radiowej „Nieobojętna częstotliwość drgań”, której założeniem było prezentowanie współczesnych polskich kompozytorów, autorów tekstów i wybitnych interpretatorów, których twórczość skoncentrowana jest wokół piosenki.
Jest laureatką trzech prestiżowych nagród na 21. Przeglądzie Piosenki Aktorskiej we Wrocławiu, za utwory „Camille Claudel” i „Pustka w środku”, pierwszej nagrody na Festiwalu Piosenki Studenckiej we Wrocławiu za utwory „Ulica Rajska” i „Po drugiej stronie tęczy” oraz trzeciej nagrody na warszawskim Festiwalu Sztuki Estradowej za utwory „Dług” i „Zakochały się chłopaki”. Przez Polski Komitet Olimpijski została nagrodzona „Wawrzynem Olimpijskim” w dziedzinie Sztuki za album „Ogień Olimpijski”, na którym znalazły się jej kompozycje do wierszy Michała Zabłockiego (album zaprezentowała w 2004 r. w czasie Igrzysk Olimpijskich w Atenach, w Centrum Kultury „Technopolis” w ateńskiej dzielnicy Gazi). Była nominowana do nagrody Fryderyk 2000 za album Cały świat płonie i Fryderyk 2005 za płytę Tylko dla Kobiet. W 2013 r. została uhonorowana odznaką „Zasłużony dla Kultury Polskiej” przez Ministra Kultury i Dziedzictwa Narodowego.
W swoim dorobku ma ponad sto kilkadziesiąt kompozycji do wierszy i tekstów wybitnych współczesnych polskich poetów, przede wszystkim Michała Zabłockiego, Włodzimierza Dulemby, Tomasza Adamskiego, Józefy Latos, Krzysztofa Sikory, Witolda Jędrzejczaka, Kamila Śmiałkowskiego. Jest autorką muzyki do wiersza Czesława Miłosza „Przypowieść o maku”, Bolesława Leśmiana „Śmierć wtórna” oraz Georga Trakla „Wieczór zimowy”, a także autorką muzyki, tekstów i koncepcji artystycznej spektaklu w charakterze Kabaretowego Teatru Piosenki „Mężczyzna prawie idealny”, który został napisany dla aktora i wokalisty Artura Gotza (premiera spektaklu listopad 2013 – Teatr Nowy w Łodzi). Jest autorką muzyki do jedynej istniejącej Pieśni o Trójcy Świętej, z tekstem Michała Zabłockiego. Trzyczęściowy utwór został napisany na trzy głosy solowe, oktet wokalny, flugelhorn i fortepian.
Wydała osiem solowych albumów. Wiele kompozycji Agnieszki Chrzanowskiej posiada również dodatkowe wersje językowe: angielskie, francuskie lub greckie. Siódmy album artystki Piosenki do mężczyzny (listopad 2013 r.) to siedemnaście premierowych kompozycji, napisanych w większości do jej własnych tekstów. Na płycie wystąpił gościnnie włoski wirtuoz akordeonu, Marco Lo Russo.
Agnieszka Chrzanowska czynnie wspiera organizacje działające na rzecz zwierząt, organizuje aukcje oraz bierze udział w koncertach charytatywnych i akcjach interwencyjnych, za co została uhonorowana przez Towarzystwo Opieki nad Zwierzętami w Krakowie statuetką „Dżoka”.
Rodzinnie i emocjonalnie związana jest również z Grecją, skąd pochodził jej dziadek. W latach 1997–1998 przebywała w tym kraju studiując w Kawali śpiew klasyczny.

## Spektakle
- Mężczyzna prawie idealny – koncepcja spektaklu, teksty piosenek, muzyka oraz konsultacja artystyczna Agnieszka Chrzanowska. Spektakl w wykonaniu i reżyserii Artura Gotza. Premiera w Teatrze Nowym im. Kazimierza Dejmka w Łodzi.
- Pan Kazimierz – udział w spektaklu muzycznym o krakowskiej dzielnicy w reżyserii Łukasza Czuja, do którego teksty piosenek napisał Michał Zabłocki. Chrzanowska napisała muzykę do utworów „Mojżesz”, „Helena Rubinstein” oraz „Madonna od demonów”. Była również producentką muzyczną albumu z utworami ze spektaklu (wyd. Poemat).
- Warjutkowie – siedem wcieleń kobiecych w spektaklu muzycznym na podstawie poematu Michała Zabłockiego w reżyserii Pawła Szarka, w którym znalazło się siedem kompozycji Chrzanowskiej, między innymi: „Piosenka polityków”, „Siostry Warjutki” i „Wolna”.

## Dyskografia
- Słowa (1996)
- Nie bój się nic nie robić (1998)
- Cały świat płonie (2000)
- Ogień olimpijski (2004)
- Tylko dla kobiet (2005)
- Bez udziału gwiazd (2009)
- Piosenki do mężczyzny (2013)
- Dom na Skale – Live in Wadowice (2016), wyd. Universal Music Polska

### Single
- „Cały świat płonie” (2000)
- „Zakochały się chłopaki” (2005)
- „Delikatnie poprzez wiatr” (2005)
- „Na Kazimierzu Ty” (z Dominikiem Kwaśniewskim) (2007)
- „Bez udziału gwiazd” (2009)
- „Nie znajdziesz mnie (Nie natrafisz na mój ślad)” (2009)
- „Nie taka jak Ty” (2009)
- „Budzę się” (2013)
- „Nostalgia i Ty” – z udziałem Marco Lo Russo, na akordeonie (2013)
- „Do góry nogami” (2015)
- „Tak jak Ty nigdy nikt” (2015)
- „Niebo ciągle nade mną” – z udziałem Marco Lo Russo, na akordeonie i Giulio Vinci, na pianinie (2016)